# Bridgeton (Carolina del Nord)
Bridgeton és una població dels Estats Units a l'estat de Carolina del Nord. Segons el cens del 2008 tenia 321 habitants.

## Demografia
Segons el cens del 2000, Bridgeton tenia 328 habitants, 156 habitatges i 95 famílies. La densitat de població era de 351,8 habitants per km².
Dels 156 habitatges en un 19,2% hi vivien nens de menys de 18 anys, en un 46,2% hi vivien parelles casades, en un 11,5% dones solteres, i en un 39,1% no eren unitats familiars. En el 33,3% dels habitatges hi vivien persones soles l'11,5% de les quals corresponia a persones de 65 anys o més que vivien soles. El nombre mitjà de persones vivint en cada habitatge era de 2,1 i el nombre mitjà de persones que vivien en cada família era de 2,62.
Per edats la població es repartia de la següent manera: un 19,5% tenia menys de 18 anys, un 7,3% entre 18 i 24, un 24,1% entre 25 i 44, un 28,4% de 45 a 60 i un 20,7% 65 anys o més.
L'edat mediana era de 44 anys. Per cada 100 dones de 18 o més anys hi havia 88,6 homes.
La renda mediana per habitatge era de 30.375 $ i la renda mediana per família de 35.833 $. Els homes tenien una renda mediana de 35.417 $ mentre que les dones 35.714 $. La renda per capita de la població era de 17.038 $. Entorn del 21,2% de les famílies i el 21,2% de la població estaven per davall del llindar de pobresa.

## Poblacions més properes
El següent diagrama mostra les poblacions més properes.